# Kryptophyt

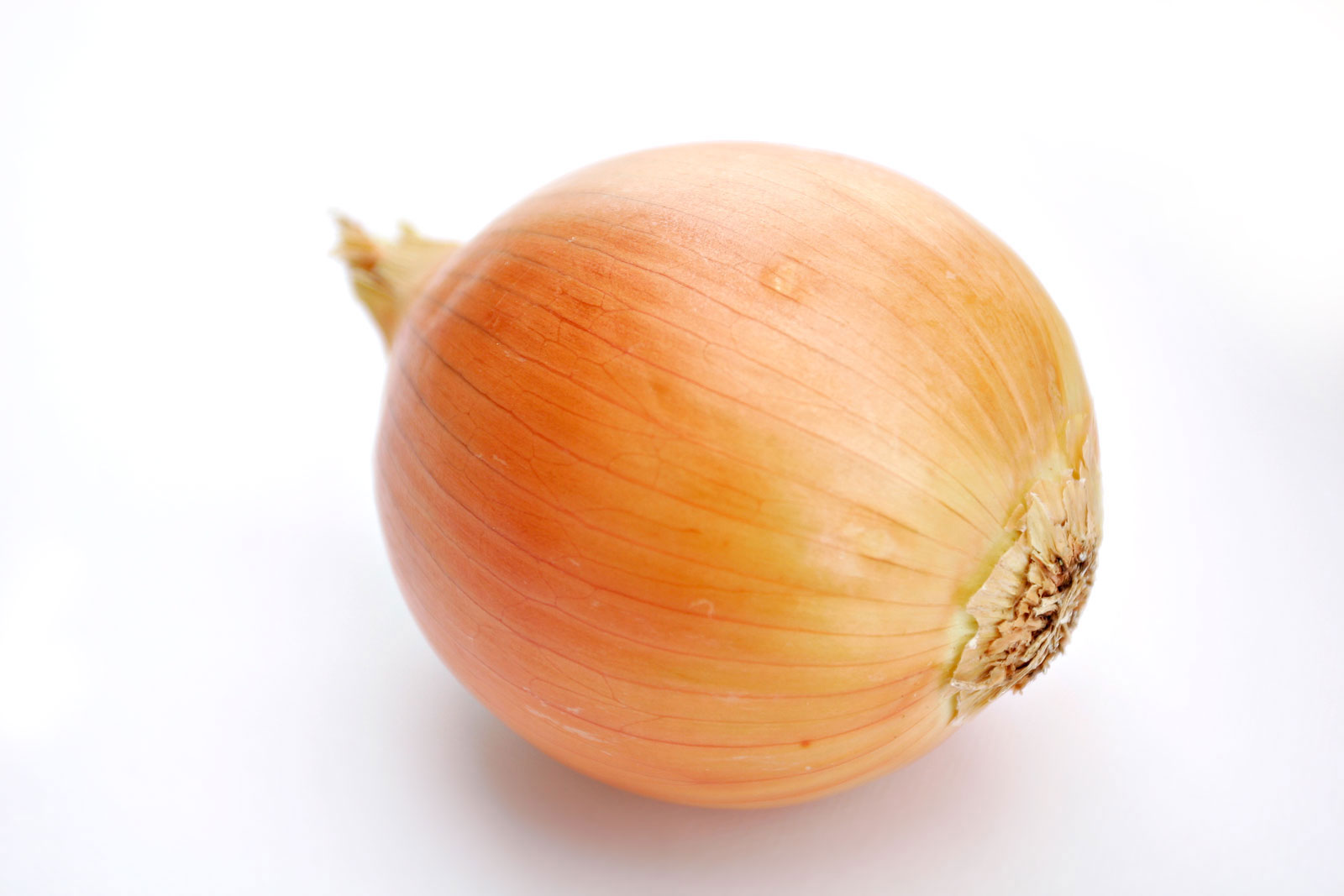
Küchenzwiebel: Als Zwiebel-Geophyt gehört sie zu den Kryptophyten

Kryptophyt (altgriechisch κρυπτός kryptós „verborgen“, φυτόν phyton „Pflanze“) ist eine Bezeichnung für eine Wuchsform von höheren Pflanzen, bei der die Überdauerungsorgane (Erneuerungsknospen) verborgen liegen, um ungünstige Jahreszeiten besser zu überdauern.

## Formen
Es werden drei Gruppen von Kryptophyten unterschieden:
- Helophyten (Sumpfpflanzen) überdauern im Schlamm.
- Hydrophyten (Wasserpflanzen) überdauern unter Wasser.
- Geophyten überdauern unter der Erde.

Einteilung abhängig von der Lage der Erneuerungsknospen

Da die Geophyten die Mehrheit aller Kryptophyten darstellen, werden die Begriffe Kryptophyt und Geophyt häufig synonym gebraucht. Je nach Überdauerungsorgan unterscheidet man noch Zwiebel-, Knollen- oder Rhizom-Geophyten.